# Bodhin Kjolhede
Bodhin Kjolhede, född 1948, är zenlärare och abbot i Rochester Zen Center (RZC), en position han tillträdde när Philip Kapleau drog sig tillbaka från undervisningen 1986. Han blev präst 1976 och fick dharmaöverföring 1986.
Han grundades Cloud-Water sanghan och har utnämnt nio elever som efterträdare: Gerardo Gally, Sante Poromaa, Kanja Odland, Amala Wrightson, Robert Goldmann, Rick Smith, Richard von Sturmer, John Pulleyn och Dhara Kowal.